# Lübecks voetbalkampioenschap 1919/20
In 1919/20 werd het negende Lübecks voetbalkampioenschap gespeeld, dat georganiseerd werd door de Noord-Duitse voetbalbond. Lübecker Turnerschaft werd kampioen en plaatste zich voor de Noord-Duitse eindronde. Na een 7-2 overwinning op SV Preußen Itzehoe verloor de club van Kieler SV Holstein 1900. 
De volgende seizoenen herstructureerde de bond de kampioenschappen. Vanaf 1922 speelden de clubs uit Lübeck in het kampioenschap van Lübeck-Mecklenburg.

## Eindstand
| Plaats | Club                    | Wed. | W | G | V | Saldo | Ptn  |
| ------ | ----------------------- | ---- | - | - | - | ----- | ---- |
| 1.     | Lübecker TS             | 6    | 5 | 1 | 0 | 26:8  | 11:1 |
| 2.     | TV Gut Heil 1876 Lübeck | 6    | 2 | 3 | 1 | 11:10 | 7:5  |
| 3.     | FC Germania Lübeck      | 6    | 1 | 3 | 2 | 9:13  | 5:7  |
| 4.     | Lübecker BV             | 6    | 0 | 1 | 5 | 6:21  | 1:11 |
| 5.     | Teutonia Bad Oldesloe   | 6    | 0 | 1 | 5 | 6:21  | 1:11 |
| 6.     | Alemannia Lübeck        | 6    | 0 | 1 | 5 | 6:21  | 1:11 |

|  | Kampioen |